# Māris Verpakovskis
Māris Verpakovskis (* 15. Oktober 1979 in Liepāja) ist ein ehemaliger lettischer Fußballspieler und heutiger Fußballvereinspräsident.
Der Stürmer ist der Rekordtorschütze der lettischen Nationalmannschaft. 2014 beendete er seine aktive Karriere und ist derzeit Präsident des neugegründeten Vereins FK Liepāja.

## Karriere
Verpakovskis begann seine Karriere bei Baltika Liepāja. Sein Debüt in der ersten lettischen Liga gab er 1997 bei FK Liepājas Metalurgs, wo er in vier Jahren in 59 Spielen, damals noch als Mittelfeldspieler, neun Tore erzielte.
2001 wechselte er zu Skonto Riga, wo er drei Meistertitel in Folge gewann. Dabei erzielte er in 77 Spielen 41 Tore. Ende 2003 wechselte Verpakovskis zu Dynamo Kiew in die ukrainische Liga, obwohl ihm u. a. auch Angebote aus der englischen Premier League vorlagen. Im selben Jahr wurde er zum lettischen Fußballer des Jahres gewählt. In seiner ersten Saison bei Kiew erzielte er drei Treffer in der UEFA Champions League 2003/04 und wurde erneut Lettlands Fußballer des Jahres. In der Winterpause der Saison 2006/2007 wurde er an den spanischen Erstligisten FC Getafe für ein halbes Jahr ausgeliehen, kam dort allerdings nicht wirklich zum Zug. Anschließend wechselte er erneut leihweise diesmal zu Hajduk Split in die kroatische Liga. Dort konnte er sich schnell etablieren und erzielte in seinen ersten 18 Spielen fünf Tore, bis er sich Anfang 2008 eine Verletzung zuzog, die ihn daran hinderte im nächsten halben Jahr ein weiteres Mal für Hajduk aufzulaufen. Auch in der Saison 2008/09 wurde Verpakovskis von Kiew verliehen und zwar an Celta Vigo. 2009 wechselte er zu Ergotelis.
Mit der lettischen Fußballnationalmannschaft nahm Verpakovskis an der Europameisterschaft 2004 in Portugal teil. Dort erzielte er im ersten Gruppenspiel gegen Tschechien das erste und bislang letzte Tor Lettlands bei der Endrunde eines internationalen Wettbewerbs.
In der Qualifikation zur Europameisterschaft 2004 in Portugal erzielte Verpakovskis in sechs Spielen ebenso viele Tore. Zum Nationalhelden wurde er, als er am 19. November (einen Tag nach dem lettischen Unabhängigkeitstag) im zweiten Playoff-Spiel gegen die Türkei den Ausgleichstreffer zum 2:2-Endstand erzielte, der gleichbedeutend mit der Teilnahme an der Endrunde in Portugal war. Bereits im Hinspiel in Riga hatte Verpakovskis den einzigen Treffer des Spiels zum 1:0-Sieg Lettlands erzielt. Sein Debüt für Lettland bestritt er im Juni 1999 gegen Griechenland, wo er für den einzigen Treffer der Partie sorgte.

## Erfolge
- Ukrainische Meisterschaft: 2004
- Ukrainischer Pokal: 2005, 2006
- Ukrainischer Superpokal: 2004, 2006
- Lettische Meisterschaft: 2001, 2002, 2003
- Lettischer Pokal: 2001, 2002
- Teilnahme an einer EM: 2004 (3 Einsätze/1 Tor)
- Fußballer des Jahres in Lettland: 2003, 2004

## Privates
Verpakovskis hat zwei Kinder. In erster Ehe war er mit Baiba Seska, der Tochter des Bürgermeisters von Liepāja, verheiratet. Im September 2013 heiratete er Alisa Elksne.